# دين بريل
دين بريل (بالإنجليزية: Dean Brill)‏ هو لاعب كرة قدم بريطاني، ولد في 2 ديسمبر 1985 في لوتن في المملكة المتحدة. لعب مع أولدهام أثلتيك ونادي إنفرنيس ونادي بارنت ونادي غيلينغهام ونادي لوتون تاون.

## وصلات خارجية
- دين بريل على موقع قاعدة بيانات كرة القدم.إي يو (الإنجليزية)
- دين بريل على موقع Soccerbase.com (لاعب) (الإنجليزية)
- دين بريل على موقع Soccerway.com (الإنجليزية)
- دين بريل على موقع عالم كرة القدم.نت (الإنجليزية)